# Elise

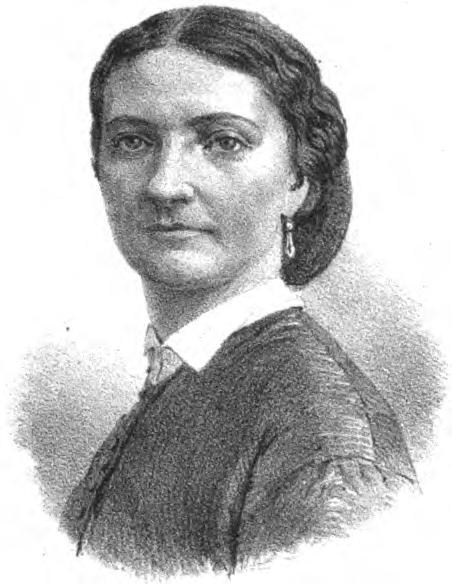
Elise Hwasser

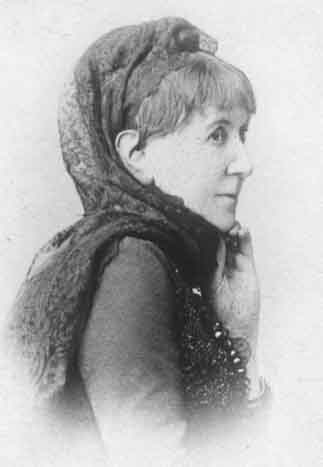
Elise Polko

Elise är en fransk kortform av Elisabet, ett hebreiskt namn med betydelsen 'Gud är fullkomlighet'. Det äldsta belägget i Sverige är från år 1761.
Den 31 december 2014 fanns det totalt 11 777 kvinnor folkbokförda i Sverige med namnet Elise, varav 3 081 bar det som tilltalsnamn.
Namnsdag i Sverige: 20 september (1986-1992: 17 april, 1993-2000: 5 februari). I den finlandssvenska namnsdagslängden har Elise namnsdag 19 november sedan 1950.

## Personer med namnet Elise
- Elise Ahlefeldt-Laurwigen, dansk-tysk grevinna och författare
- Elise Arnberg, svensk konstnär
- Elise Aubert, norsk författare
- Elise Boulding, norsk-amerikansk sociolog
- Elise Egseth, norsk orienterare
- Elise Einarsdotter, svensk musiker
- Elise la Flotte, fransk sällskapsdam, hovmästarinna hos Sveriges drottning Desideria
- Elise Frösslind, svensk operasångerska
- Elise Holst, dansk skådespelerska
- Elise Hwasser, svensk skådespelerska
- Elise Ingvarsson, svensk författare
- Elise Karlsson, svensk författare
- Elise Lagergren, svensk konstnär
- Elise Lindqvist, svensk filantrop
- Elise Norberg, svensk politiker (v)
- Elise Ottesen-Jensen, norsk sexualupplysare
- Elise Polko, tysk författare och operasångerska
- Elise Ray, amerikansk gymnast
- Elise Ringen, norsk skidskytt
- Elise Stefanik, amerikansk politiker (republikan)
- Elise Stier, finsk skådespelerska
- Elise Sørensen, dansk uppfinnare
- Elise van Truyen, belgisk friidrottare